# 青年發展基金會
財團法人青年發展基金會（英語：Youth Development Foundation），簡稱青發會，台灣非政府組織與智庫，位於台北市，於1997年由中華民國行政院與民間捐助成立。以協助青年創業與創新為宗旨，現任董事長為連勝文，主要成員皆為中國國民黨人士，是一個被認為帶有國民黨色彩的智庫。

## 歷史
1997年，由時任中華民國行政院長連戰發起，以政府資金及民間資金集資1億7千萬元成立。在成立之初，因為行政院由第二預備金編列1億元準備捐助，曾引起輿論質疑「國庫通黨庫」。會址位於國民黨智庫國家政策研究基金會所在的大樓，董事長為連戰，董事會成員有台玻林伯實、裕隆嚴凱泰、聯電曹興誠、英業達葉國一、立法委員林益世、丁守中與趙守博、徐立德等，由黃德福任執行長。
2000年中華民國總統選舉由陳水扁勝選後，青發會轉為以民間組織形態活動。
2008年中華民國總統選舉由馬英九勝選後，國民黨重回執政，青發會曾以智庫身份提供ECFA相關政策的研究及建言。
2015年，連勝文在競選台北市長失利後，接替黃德福擔任執行長，其原有的競選團隊幕僚亦進入基金會，不久後接任董事長。

## 外部連結
- 青年發展基金會官網 （页面存档备份，存于）
- 青年發展基金會臉書首頁